# Plectranthus occidentalis
Plectranthus occidentalis là một loài thực vật có hoa trong họ Hoa môi. Loài này được B.J.Pollard mô tả khoa học đầu tiên năm 2005.